# Emily Brontë

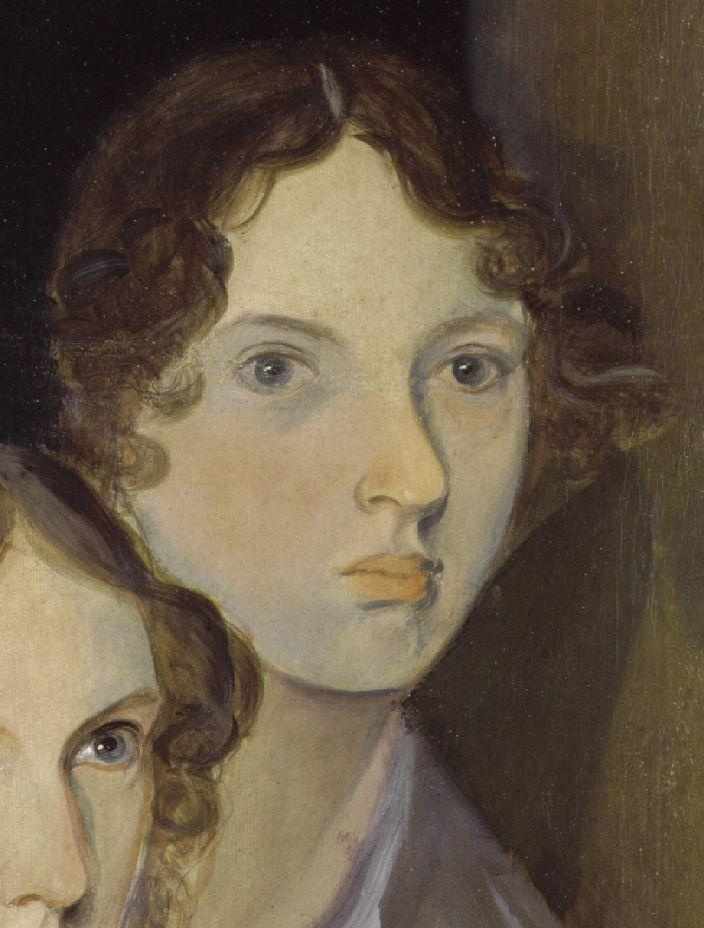
Emily Brontë auf einem Gemälde ihres Bruders Branwell

Emily Jane Brontë [ˈɛmɪlɪ ˈdʒeɪn ˈbrɒntɪ] (* 30. Juli 1818 in Thornton, Yorkshire; † 19. Dezember 1848 in Haworth, Yorkshire) war eine britische Schriftstellerin, die durch ihren einzigen Roman Wuthering Heights (deutsch Sturmhöhe) bekannt wurde. Emily Brontë veröffentlichte ausschließlich unter dem Pseudonym Ellis Bell.

## Leben
Emily Brontë war die jüngere Schwester der Schriftstellerin Charlotte Brontë. 1820 zog die Familie Brontë nach Haworth, West Yorkshire, nachdem Emilys Vater Patrick Brontë die dortige Pfarrstelle angeboten worden war. Das familiäre Umfeld begünstigte die Entwicklung des literarischen Talents von Emily.
Noch als Kinder erschufen die vier Geschwister Charlotte, Branwell, Emily und Anne die fiktiven Länder Angria, Gondal und Gaaldine, die sie in kurzen Geschichten beschrieben. Von Emilys Arbeit aus dieser Periode ist außer einigen Gedichten (The Brontë’s Web of Childhood, Fannie Ratchford, 1941) nichts erhalten. Ihre lyrische Arbeit, die sich oft auf das Traumreich Gondal bezog, setzte Emily Brontë bis zu ihrem Tod fort.
Emily Brontë besuchte zusammen mit ihrer Schwester Charlotte die Internatsschulen Cowan Bridge und Roe Head. 1838 arbeitete Emily Brontë als Lehrerin am Internat Law Hill. 1842 ging sie zusammen mit ihrer Schwester Charlotte nach Brüssel, um dort in der Schule der Madame Heger zu studieren.
Emily kehrte einige Monate vor Charlotte nach Haworth zurück, wo sie sich fortan um den Familienhaushalt und die Finanzen der Familie kümmerte.
Neben dem Schreiben, das zunächst ein Hobby für die Geschwister war, liebte Emily die Beschäftigung mit Tieren, das Wandern und die Naturbetrachtung, was im frühen Viktorianismus ungewöhnliche Interessen für eine Frau waren. Seit dem Aufenthalt in Brüssel sprach Emily fließend Französisch, zudem beherrschte sie Latein und Altgriechisch, wie an erhaltenen Übersetzungsarbeiten zu sehen ist.
1846 veröffentlichten die drei Schwestern Emily, Anne und Charlotte den Gedichtband Poems unter den männlichen Pseudonymen Ellis, Acton und Currer Bell. Die Pseudonyme lassen sich den Anfangsbuchstaben der Vornamen zuordnen. Die Qualität der Gedichte von „Ellis“ (Emily) wurde von der zeitgenössischen Kritik gegenüber denen der beiden Co-Autoren meist deutlich hervorgehoben; ein Urteil, das bis heute Bestand hat und auch von Emilys Schwestern vertreten wurde.
1847 veröffentlichte Emily Brontë ihren einzigen Roman Wuthering Heights, der heute als Klassiker der englischen Literatur gilt. Auch der Roman erschien unter dem Pseudonym Ellis Bell; er wurde zusammen mit dem Roman Agnes Grey ihrer Schwester Anne veröffentlicht. Die Schriftstellerin beharrte zeitlebens auf Diskretion über ihre Identität und legte ihr Pseudonym nie ab.
Emily wird von Zeitzeugen als äußerst reservierte, starrsinnige und schroffe Persönlichkeit beschrieben, die sehr eigenbrötlerisch lebte und keine Freundschaften schloss, obwohl sie trotz ihrer schwierigen Umgangsart anziehend wirken konnte, auch durch ihre scharfsinnige Intelligenz. Spätere Interpreten ihres Lebens finden oft Berührungspunkte zwischen Emily und dem Protagonisten Heathcliff ihres Romans Wuthering Heights. Ähnlich wie Heathcliff konnte Emily in ihrer Familie oft ihren Willen durchsetzen, selbst gegenüber ihrer sehr selbstbewussten Schwester Charlotte, und die Haushaltsmitglieder mit unkonventionellem Benehmen schockieren.
Emily Brontë starb 1848 vermutlich an Tuberkulose oder einer Lungenentzündung. Letzteres wird aufgrund des von Charlotte in Briefen beschriebenen Krankheitsbildes heute als wahrscheinlicher erachtet; Charlotte schreibt zudem in einem Brief an ihre Freundin Ellen Nussey konkret, dass Emily an einer Lungenentzündung leide. Legendär geworden ist Emilys beharrliche Weigerung, ärztliche Hilfe anzunehmen, und ihr Wunsch, „der Natur ihren Lauf zu lassen“: Sie weigerte sich bis zum Tag ihres Todes, im Bett zu liegen, und versuchte, ihren Alltag wie gewohnt weiter zu führen. Charlotte beschreibt Emilys Sterben in Briefen als ein „schreckliches Spektakel“.
Charlotte stellte in einem Essay (Biographical Notice of Ellis and Acton Bell) zur Neuausgabe des Romans 1850 ihre jüngere Schwester als ein naives Naturkind dar, das nur vermeintlich wusste, was es tat, als es den Roman schrieb und eine Figur wie Heathcliff erfand. Charlotte schuf damit eine Legende über ihre Schwester, die in Folge häufig kolportiert wurde: In vielen Biographien wird Emily daher als „weltfremde Pfarrerstochter vom Lande“ dargestellt, doch dies ist eine nicht den damaligen gesellschaftlichen Verhältnissen angemessene Wertung von Emilys Leben. Tatsächlich hatte sie mehr außerhäusliche Lebenserfahrungen gesammelt (Lehrtätigkeit an einer Schule, Aufenthalt im Ausland ohne Begleitung des Vaters) als die meisten Frauen im frühviktorianischen Bürgertum, die in der Regel entweder direkt vom Elternhaus in eine Ehe gingen oder das verwandtschaftliche Umfeld nie verließen.

## Wuthering Heights
Das Buch erzählt von der tragischen symbiotischen Liebe zwischen Catherine, der Tochter des Landbesitzers Mr. Earnshaw, und dem Findelkind Heathcliff. Diese Beziehung treibt Catherine in den Wahnsinn und Tod. Doch selbst nach ihrem Tod erscheint Heathcliff der Geist von Catherine; Heathcliff muss ihr Schicksal am Ende teilen.

Einerseits wird das Ideal der romantischen Liebe dargestellt, die zwar letztlich siegt, auch über den Tod der beiden Protagonisten. Andererseits wird dem Leser die Kehrseite der Liebe gezeigt, die mehrere Leben zerstört und andere in Mitleidenschaft zieht.
Das Buch erschien erstmals 1847 als dreibändige Ausgabe, wobei der dritte Teil – der Roman Agnes Grey – von Emilys Schwester Anne war. Im Gegensatz zur Rezeption des Gedichtbandes und dem Erstling Jane Eyre ihrer Schwester Charlotte wurde Emily Brontës Roman von der Kritik weniger günstig beurteilt; zu offensichtlich war die im Buch entwickelte Ablehnung herkömmlicher Moralvorstellungen. Das Werk erreichte jedoch mit ca. 500 verkauften Exemplaren der Erstausgabe für damalige Verhältnisse sehr gute Verkaufszahlen, dies erklärt auch die für einen Debütroman recht zahlreichen Rezensionen, die bald nach der Veröffentlichung erschienen.
Als bekannt wurde, dass sich hinter den Brontë-Pseudonymen drei junge Frauen verbargen, erregte die ungezügelte Wildheit einiger Charaktere und ungewöhnliche Brutalität des Plots noch mehr Aufsehen und trug nicht dazu bei, Emily Brontës Ruf zu verbessern. Irritierend wirkte auf damalige Leser, dass mit dem Protagonisten Heathcliff erstmals in der viktorianischen Literatur ein als bösartig dargestellter Charakter zum Helden eines Romans wurde.
Die Erzähltechnik des Romans trägt „modernistische Züge“: Die Tragödie zwischen Cathy und Heathcliff wird nicht von einem allwissenden Erzähler, sondern von zwei recht unterschiedlichen Beobachtern aus der Ich-Perspektive erzählt. Auf dieser Ebene ergibt sich eine Relativierung einseitiger moralischer Interpretationen, der offenkundigen Zweifelhaftigkeit der präsentierten Charaktere zum Trotz.

## Werke
- Poems. by Currer, Ellis, and Acton Bell. 1846.
- Wuthering Heights. Roman 1847.
  - Wutheringshöhe. Deutsche Übersetzung. 1851, Grimma und Leipzig. Digitalisat
  - Die Sturmhöhe. Aus dem Englischen übersetzt von Grete Rambach. Insel-Verlag, Berlin 2011, ISBN 978-3-458-35718-6.
- Gondal Poems. Gedichte postum 1910 (unvollständig), 1938 (vollständig).
  - Gedichte/Poems. Deutsch von Elsbeth Ort. Popa Verlag, München 1984, ISBN 3-9800542-0-9.
  - Gedichte/Poems 2. Deutsch von Elsbeth Ort. Popa Verlag, München 1988, ISBN 3-9800542-3-3.
  - Ums Haus der Sturm. Auswahl der Gedichte, übertragen von Wolfgang Held. Insel-Bücherei 1187, Frankfurt am Main 1998, ISBN 3-458-19187-9.

## Nachleben
- Ende 2022 kam mit dem Film Emily von Frances O’Connor eine Hommage an die Schriftstellerin, mit Emma Mackey als Brontë, in die Kinos. Der Film ist inspiriert sowohl aus Elementen ihrer Biografie als auch ihres Romans Sturmhöhe. Dabei ist er allerdings kein Biopic: beispielsweise schreibt sie im Film unter Klarnamen; tatsächlich haben alle drei Brontë-Schwestern Pseudonyme benutzt. Außerdem haben sie, anders als im Film, aus eigenem Antrieb und kontinuierlich publiziert.
- In Curtis Bernhardts Film Devotion (1946) wird Emily von Ida Lupino gespielt. In André Techinés Film Die Schwestern Brontë (Les Sœurs Brontë, 1979) spielt Isabelle Adjani die Rolle der Emily. In der Wuthering-Heights-Verfilmung von 1992 (dt.: Stürmische Leidenschaft) von Peter Kosminsky spielt die Sängerin Sinéad O’Connor Emily Brontë, die als Erzählerin auftritt.
- Der rumänische Philosoph Émil Cioran bekennt sich in seinen (postum erschienenen) privaten „Cahiers“-Aufzeichnungen als Haworth-Pilger und leidenschaftlicher Emily-Brontë-Verehrer (Cahiers 1957–1972, Suhrkamp 2001, dort Eintragung des Jahres 1962).
- In dem Roman Changing Heaven (dt.: Die Ballonfahrerin) von Jane Urquhart trifft eine junge Frau den Geist Emily Brontës.
- In dem Kriminalroman The Case of the Missing Bronte (dt.: Emilys Erbe) von Robert Barnard sucht ein Detektiv nach dem verschollenen Manuskript von Emily Brontës zweitem Roman.
- Der Roman von James Tully The Crimes of Charlotte Bronte (dt.: Die Verbrechen der Charlotte Brontë und das Geheimnis von Haworth) erzählt von dem fiktiven Mord an Emily, bei dem Charlotte Mitwisser war.
- Die Schriftstellerin Emily Brontë und ihre Romanfigur Heathcliff dienen Elfriede Jelinek als Vorlagen für die Figuren Dr. Heidkliff und die Vampirin Emily in ihrem Theaterstück Krankheit oder Moderne Frauen (1987).
- Der britische Rosenzüchter David C. H. Austin hat eine von ihm im Jahr 2018 auf den Markt gebrachte Strauchrose nach der Schriftstellerin benannt.
- In Jean-Luc Godards Film Weekend tritt eine Figur (von Blandine Jeanson gespielt) auf, die als Emily Brontë ausgewiesen wird. Die Ehefrau Corinne Durand wird sie am Ende der Szene verbrennen.
- Der Titel des Albums Wind & Wuthering von der Band Genesis bezieht sich auf den Roman Wuthering Heights von Emily Brontë.
- Das Lied Wuthering Heights von Kate Bush bezieht sich auf den Roman Wuthering Heights von Emily Brontë.
- Emily Brontë hat in dem Jugendbuch Wenn die Nebel flüstern, erwacht mein Herz der deutschen Autorin Kathrin Lange eine kleine, aber wichtige Nebenrolle.
- Der deutsche Komponist Thomas Fleßenkämper vertonte vier Gedichte (für mittlere Stimme und Klavier) unter dem Titel Drei Brontë-Lieder.